# Legio II Flavia Virtutis

Escudo da Legio II Flavia Virtutis segundo a "Notitia Dignitatum".

Legio secunda Flavia Virtutis ou Legio II Flavia Virtutis ("Segunda legião brava flaviana") foi uma legião comitatense criada pelo imperador romano Constâncio II (r. 337–361) juntamente com a I Flavia Pacis e a III Flavia Salutis. Segundo Amiano Marcelino (360), a II Flavia Virtutis estava sediada em Bezabde com a II Armeniaca e a II Parthica quando o xá sassânida Sapor II cercou, conquistou a cidade e assassinou todos os seus habitantes. 
Segundo a "Notitia Dignitatum", no início do século V, a legião comitatense "secundani" (muito provavelmente a  II Flavia Virtutis) estava sob o comando do "comes Africae".